# Staré
Staré (ungarisch Sztára) ist eine Gemeinde im Osten der Slowakei mit 764 Einwohnern (Stand 31. Dezember 2024), die zum Okres Michalovce, einem Teil des Košický kraj, gehört und in der traditionellen Landschaft Zemplín liegt.

## Geographie
Die Gemeinde befindet sich im Nordostteil des Ostslowakischen Tieflands am Fuße der Humenské vrchy, dem westlichen Ausläufer des Vihorlatgebirges, unweit des linken Ufers des Laborec. Das Ortszentrum liegt auf einer Höhe von 156 m n.m. und ist vier Kilometer von Strážske sowie 13 Kilometer von Michalovce entfernt.
Nachbargemeinden sind Jasenov im Norden, Oreské im Osten, Zbudza im Süden, Nacina Ves und Voľa im Südwesten und Strážske im Westen.

## Geschichte

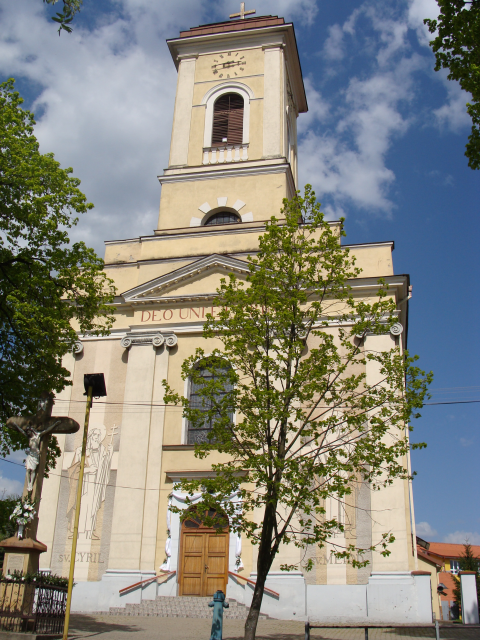
Kirche Mariä Himmelfahrt

Staré wurde zum ersten Mal 1273 als Stara schriftlich erwähnt und war damals Teil des Herrschaftsgebietes von Großmichel. Bis 1848 war das Dorf Besitz des Geschlechts Sztáray, das sein Prädikat nach dem Ortsnamen erhielt. 1335 stand die gotische Pfarrkirche St. Anna im Ort, ebenfalls im 14. Jahrhundert gab es zwei Wassermühlen. 1563 erhielt Staré das Stadt- und Marktrecht. 1828 zählte man 140 Häuser und 1021 Einwohner, die als Landwirte und bis zum 19. Jahrhundert auch als Winzer beschäftigt waren. Im 19. Jahrhundert büßte die Stadt an Bedeutung ein und verlor bis zum Jahrhundertende die Merkmale eines Marktfleckens, dazu gab es zwischen 1880 und 1910 mehrere Auswanderungswellen.
Bis 1918/1919 gehörte der im Komitat Semplin liegende Ort zum Königreich Ungarn und kam danach zur Tschechoslowakei beziehungsweise heute Slowakei.

## Bevölkerung
| Jahr                | 1994 | 2004    | 2014    | 2024    |
| ------------------- | ---- | ------- | ------- | ------- |
| Anzahl der Personen | 824  | 805     | 788     | 764     |
| Unterschied         |      | −2,30 % | −2,11 % | −3,04 % |

| Jahr                | 2023 | 2024    |
| ------------------- | ---- | ------- |
| Anzahl der Personen | 762  | 764     |
| Unterschied         |      | +0,26 % |

Nach der Volkszählung 2011 wohnten in Staré 798 Einwohner, davon 788 Slowaken sowie jeweils ein Deutscher, Magyare und Tscheche. Sieben Einwohner machten keine Angabe zur Ethnie.
367 Einwohner bekannten sich zur römisch-katholischen Kirche, 116 Einwohner zur griechisch-katholischen Kirche, 87 Einwohner zur orthodoxen Kirche, 77 Einwohner zur reformierten Kirche, 39 Einwohner zur Evangelischen Kirche A. B. und fünf Einwohner zu den Zeugen Jehovas; ein Einwohner bekannte sich zu einer anderen Konfession. 12 Einwohner waren konfessionslos und bei 108 Einwohnern wurde die Konfession nicht ermittelt.

## Bauwerke und Denkmäler
- römisch-katholische Kirche Mariä Himmelfahrt im klassizistischen Stil aus dem Jahr 1842 mit einer Krypta für Mitglieder des Geschlechts Sztáray
- Landschloss aus dem 17. Jahrhundert, nach einem großen Umbau in der zweiten Hälfte des 18. Jahrhunderts im barock-klassizistischen Stil gestaltet
- Getreidespeicher im klassizistischen Stil aus dem Jahr 1804
- Johann-von-Nepomuk-Statue

## Söhne und Töchter der Gemeinde
- Géza Zichy (1849–1924), ungarischer Pianist und Komponist
- Irma Sztáray (1864–1940), Hofdame der Kaiserin Elisabeth